# Detlev Hellfaier
Detlev Hellfaier (* 15. Mai 1948 in Quedlinburg) ist ein deutscher Bibliothekar.

## Leben
Nach der Reifeprüfung am Gymnasium Leopoldinum in Detmold (1969) und dem Wehrdienst studierte er an den Universitäten Gießen und Göttingen Geschichte, Geographie und Historische Hilfswissenschaften und legte in Göttingen 1977 die Magisterprüfung ab. Im gleichen Jahr trat er als Bibliotheksreferendar an der Universitätsbibliothek Münster in die Ausbildung für den höheren Bibliotheksdienst ein und absolvierte die Fachprüfung 1979 am Bibliothekar-Lehrinstitut des Landes Nordrhein-Westfalen. Nach einer Tätigkeit als Fachreferent an der Universitätsbibliothek der Freien Universität Berlin von 1979 bis 1983 übernahm er 1983 als Amt des Direktors der Lippischen Landesbibliothek in Detmold, die er bis 2013 leitete. Zuvor war diese Bibliothek von seinem Vater, Karl-Alexander Hellfaier, geleitet worden.
In die Amtszeit Hellfaiers fiel der Um- und Ausbau dieser Regionalbibliothek sowie des Lippischen Literaturarchivs und ihrer Dienstleistungen, die Betreuung und Förderung der Sondersammlungen (Ferdinand Freiligrath, Christian Dietrich Grabbe, beide Schriftsteller stammten aus Detmold) und die bibliographische Dokumentation des regionalen Schrifttums des Landes Lippe.

## Schriften (Auswahl)
- (Bearb.): Ein Skizzenheft Ernst von Bandels (= Kleine Faksimiles der Lippischen Landesbibliothek Detmold, Bd. 2). Detmold 1975.
- (mit Martin Last): Historisch bezeugte Orte in Niedersachsen bis zur Jahrtausendwende.  Gräberfelder der Merowinger- und Karolingerzeit in Niedersachsen (spätes 5. bis 9. Jahrhundert) (= Studien und Vorarbeiten zum Historischen Atlas Niedersachsens, Bd. 26). Lax, Hildesheim 1976, ISBN 3-7848-2001-8.
- Studien der Herren von Oberg bis zum Jahre 1400 (= Veröffentlichungen des Instituts für Historische Landesforschung der Universität Göttingen, Bd. 13). Lax, Hildesheim 1979, ISBN 3-7848-3643-7.
- Bibliographien zur Geschichte und Landeskunde der Rheinlande. Ein annotiertes Verzeichnis (= Kölner Arbeiten zum Bibliotheks- und Dokumentationswesen, Bd. 1). Greven, Köln 1981, ISBN 3-7743-0554-4.
- (Hrsg.): Christian Dietrich Grabbe. Berlin 1822/23: Ausstellung der Universitätsbibliothek der Freien Universität Berlin und der Lippischen Landesbibliothek Detmold vom 13. Mai bis 31. Juli 1982. Berlin 1982.
- (Bearb.): Judenverfolgung im "Dritten Reich". Literatur des letzten Jahrzehnts in der Universitäts-Bibliothek der Freien Universität Berlin. Literaturverzeichnis zu einer Ausstellung der Universitätsbibliothek der Freien Universität Berlin vom 21. März - 7. Mai 1983. Berlin 1983.
- Bibliographien zur Geschichte und Landeskunde Westfalens und Lippe. Mit Hinweisen auf die Buchbestände der Lippischen Landesbibliothek (= Nachrichten aus der Lippischen Landesbibliothek Detmold, Bd. 14). Detmold 1984.
- (Hrsg.): Widerstand 1933 - 1945. [Ausstellung vom 8. Juni bis 20. Juli 1984 in der Eingangshalle der Lippischen Landesbibliothek Detmold]. Detmold 1984.
- Geistiges und kulturelles Leben am Hofe Simons VI. zur Lippe (= Nachrichten aus der Lippischen Landesbibliothek Detmold, Bd. 15). Detmold 1986.
- (Bearb.): Berlin-Literatur in der Lippischen Landesbibliothek. Detmold 1987.
- (Bearb.): Antisemitismus, Judenverfolgung, Endlösung.  [Begleitheft zur Ausstellung vom 17. April - 12. Mai 1989]. Detmold 1989.
- (Hrsg.): Das 1. Gedenkbuch des Gemeinen Rates der Stadt Braunschweig 1342-1415 (1422) (= Braunschweiger Werkstücke, Reihe A, Bd. 26). Stadtarchiv Braunschweig 1989, ISBN 3-87884-034-9.
- (Bearb.): Literatur über den Landesverband Lippe. Detmold 1989.
- (Hrsg.): Die Lippische Landesbibliothek. Bau, Sammlungen, Partner (= Nachrichten aus der Lippischen Landesbibliothek Detmold, Bd. 20). Detmold 1993.
- (Mitarb.): Manuscripta preciosa & incunabulae illuminatae. Auswahl aus den Sammlungen der Lippischen Landesbibliothek Detmold und der Erzbischöflichen Akademischen Bibliothek Paderborn. Detmold 1995.
- Literaturarchive, Nachlässe und Autographen. Eine Landesbibliotheksaufgabe. In: Angelika Busch (Hrsg.): Literaturarchive und Literaturmuseen der Zukunft. Evangelische Akademie, Rehburg-Loccum 1999, S. 12–29, ISBN 3-8172-1899-0.
- (mit Julia Hiller von Gaertringen): Grabbe im Original. Autographen, Bilder, Dokumente. Lippische Landesbibliothek, Detmold 2001, ISBN 3-9806297-1-6.
- (Hrsg.): Landesbibliotheksbau in Deutschland, Österreich und der Schweiz. Neubauten, Erweiterungen und Umnutzungen zwischen 1975 und 2002 (= Zeitschrift für Bibliothekswesen und Bibliographie, Sonderhefte, Bd. 85). Klostermann, Frankfurt/M. 2003, ISBN 3-465-03291-8.
- Aus der Frühzeit der regionalbibliographischen Theorie. Die Vorstellungen Adolf Keyssers von einer Rheinischen Bibliographie. In: Ludger Syré und Heidrun Wiesenmüller (Hrsg.): Die Regionalbibliographie im digitalen Zeitalter. Deutschland und seine Nachbarländer (= Zeitschrift für Bibliothekswesen und Bibliographie, Sonderhefte, Bd. 90). Klostermann, Frankfurt/M. 2006, S. 15–31, ISBN 3-465-03461-9.
- Die Lippische Bibliographie. Vom Druckwerk zum Online-Portal. In: ebd., S. 267–277.
- Adolf Keysser (1850-1932). Bibliothekar, Waidmann, Pensionär. In: Detlev Hellfaier u. a. (Hrsg.): Der wissenschaftliche Bibliothekar. Festschrift für Werner Arnold (= Wolfenbütteler Schriften zur Geschichte des Buchwesens, Bd. 44). Harrassowitz, Wiesbaden 2009, S. 79–108, ISBN 3-447-06100-6.
- Literaturarchive, literarische Nachlässe und Sammlungen von Autographen als Landesbibliotheksaufgabe. In: Ludger Syré (Hrsg.): Dichternachlässe. Literarische Sammlungen und Archive in den Regionalbibliotheken von Deutschland, Österreich und der Schweiz (= Zeitschrift für Bibliothekswesen und Bibliographie, Sonderhefte, Bd. 98). Klostermann, Frankfurt/M. 2009, S. 23–45, ISBN 3-465-03635-2.
- (Mithrsg.): Im Herzen trag' ich Welten. Ausgewählte Gedichte / Ferdinand Freiligrath. Lippische Landesbibliothek Detmold 2010, ISBN 978-3-9806297-2-0.
- (Mithrsg.): Museum, Region, Forschung. Festschrift für Rainer Springhorn (= Schriften des Lippischen Landesmuseums, Bd. 7). Landesverband Lippe, Detmold 2011, ISBN 3-942537-00-1.
- (Hrsg., mit Joachim Eberhardt): 1614 - 2014. 400 Jahre Lippische Landesbibliothek. Lippische Landesbibliothek Detmold 2014, ISBN 978-3-9806297-6-8.
- Vivatbänder als Umzugsfunde. Das allmähliche Comeback der Detmolder Kriegssammlung. In: Julia Hiller von Gaertringen (Hrsg.): Kriegssammlungen 1914 - 1918 (= Zeitschrift für Bibliothekswesen und Bibliographie, Sonderbände, Bd. 114). Klostermann, Frankfurt/M. 2014, S. 119–138, ISBN 978-3-465-04215-0.
- Die Lippische Landesbibliothek Detmold (= Lippische Kulturlandschaften, Bd. 27). Lippischer Heimatbund, Detmold 2014, ISBN 978-3-941726-38-3.
- Die Entwicklung der lippischen Klöster in der Reformationszeit. In: Michael Zelle (Hrsg.): Machtwort! Reformation in Lippe (= Kataloge des Lippischen Landesmuseums Detmold, Bd. 21). Lippisches Landesmuseum, Detmold 2017, S. 43–68, ISBN 3-942537-05-2.